# Madre (singolo)
Madre è un singolo del cantautore italiano Gianluca Grignani, pubblicato il 26 agosto 2016 come terzo estratto dalla quarta raccolta Una strada in mezzo al cielo.

## Tracce
Download digitale
1. Madre – 4:11